# Sela Ward
Sela Ward (Meridian, 1956. július 11. –) Golden Globe- és kétszeres Primetime Emmy-díjas amerikai színésznő, író.

## Fiatalkora
Anyja Annie Kate, apja Granberry Holland Ward Jr., elektronikai mérnök. Selának van egy húga, Jenna, és két öccse, Brock és Granberry. A gimnázium után az Alabamai Egyetemet végezte el, majd friss diplomásként New Yorkba költözött. Kezdetben modellkedett, a Maybelline reklámarca is volt.

## Színészi pályafutása
Sela Ward 1983-ban debütált a filmvásznon. Blake Edwards A férfi, aki szerette a nőket című filmjében osztották rá Janet Wainwright szerepét. A film főszereplői Burt Reynolds, Julie Andrews és Kim Basinger voltak. Az 1989-es Koszorúslányok című tévéfilmben már ő volt az egyik főszereplő. A szökevény (1993) című akcióthrillerben Dr. Richard Kimble (Harrison Ford) feleségét játszhatta el. Az 1991-ben indult Sisters című sorozatban Teddy Reed Sorensont alakította százhuszonhét részen át. A Zátonyok között (1999) című televíziós romantikus drámában Timothy Dalton partnere volt. 1999 és 2002 között a Még egyszer és újra című televíziós sorozat hatvanhárom részében formálta meg Lily Manning-et.
Roland Emmerich 2004-es Holnapután című katasztrófafilmjében Dennis Quaid és Jake Gyllenhaal partnere volt. 2005 és 2012 között a Doktor House tíz epizódjában szerepelt, mint Stacey Warner, ezzel átfedésben a CSI: New York-i helyszínelők-ben ötvenhét részen át alakította Jo Danville-t. A függetlenség napja – Feltámadás című filmben ő volt az Egyesült Államok első embere, Lanford elnök.

## Magánélete
1992. május 23-án hozzáment Howard Shermanhoz, két gyermekük született, Austin (1994) és Annabella (1998).

## Filmográfia

### Film
| Év   | Magyar cím                        | Eredeti cím                    | Szerep                         | Magyar hang         |
| ---- | --------------------------------- | ------------------------------ | ------------------------------ | ------------------- |
| 1983 | A férfi, aki szerette a nőket     | L' homme qui aimait les femmes | Janet Wainwright               |                     |
| 1985 | Az éneklő cowboy                  | Rustlers' Rhapsody             | ezredes lánya                  |                     |
| 1986 | Alma a fájától                    | Nothing in Common              | Cheryl Ann Wayne               |                     |
| 1987 | Visszajátszás                     | Hello Again                    | Kim Lacey                      |                     |
| 1987 | Acélos igazság                    | Steele Justice                 | Tracy                          | Vándor Éva          |
| 1993 | A szökevény                       | The Fugitive                   | Helen Kimble                   | Incze Ildikó        |
| 1996 | Álnokok és elnökök                | My Fellow Americans            | Kaye Griffin                   | Zakariás Éva        |
| 1998 | 54                                | 54                             | Billie Auster                  | Kiss Virág Magdolna |
| 1998 | 54                                | 54                             | Billie Auster                  | Kökényessy Ági      |
| 1999 | Oltári nő                         | Runaway Bride                  | csinos nő a bárban (cameo)     |                     |
| 2002 | Indíték: előítélet                | The Badge                      | Carla Hardwick                 | Menszátor Magdolna  |
| 2004 | Dirty Dancing 2.                  | Dirty Dancing: Havana Nights   | Jeannie Miller                 | Hirling Judit       |
| 2004 | Dirty Dancing 2.                  | Dirty Dancing: Havana Nights   | Jeannie Miller                 | Igó Éva             |
| 2004 | Holnapután                        | The Day After Tomorrow         | Dr. Lucy Hall                  | Fehér Anna          |
| 2006 | Hullámtörők                       | The Guardian                   | Helen Randall                  | Hámori Eszter       |
| 2009 | A mostohaapa                      | The Stepfather                 | Susan Harding                  | Bertalan Ágnes      |
| 2014 | Holtodiglan                       | Gone Girl                      | Sharon Schieber                | Andresz Kati        |
| 2016 | A függetlenség napja – Feltámadás | Independence Day: Resurgence   | Elizabeth Lanford elnökasszony | Radó Denise         |

### Televízió
| Év        | Magyar cím                         | Eredeti cím                              | Szerep               | Magyar hang      | Megjegyzések |
| --------- | ---------------------------------- | ---------------------------------------- | -------------------- | ---------------- | ------------ |
| 1983–1984 |                                    | Emerald Point N.A.S.                     | Hilary Adams         |                  | 22 epizód    |
| 1985      |                                    | I Had Three Wives                        | Emily                |                  | 1 epizód     |
| 1986      |                                    | Hotel                                    | Isabel Atwood        |                  | 1 epizód     |
| 1986      |                                    | L.A. Law                                 | Lynette Pierce       |                  | 2 epizód     |
| 1987      |                                    | Night Court                              | Heather              |                  | 1 epizód     |
| 1987      | A szerelem királya                 | The King of Love                         | Annie Larkspur       | Radó Denise      | tévéfilm     |
| 1989      | Koszorúslányok                     | Bridesmaids                              | Caryl                |                  | tévéfilm     |
| 1989      | Az elátkozott kastély              | The Haunting of Sarah Hardy              | Sarah Hardy          |                  | tévéfilm     |
| 1990      | Gyilkosság a Rainbow Drive-on      | Rainbow Drive                            | Laura Demming        | Hegyi Barbara    | tévéfilm     |
| 1990      | Gyilkosság a Rainbow Drive-on      | Rainbow Drive                            | Laura Demming        | Prókai Annamária | tévéfilm     |
| 1991      |                                    | Child of Darkness, Child of Light        | Anne nővér           |                  | tévéfilm     |
| 1991–1996 |                                    | Sisters                                  | Teddy Reed           |                  | 127 epizód   |
| 1992      | Kétszeres kockázat                 | Double Jeopardy                          | Karen Hart           | Andresz Kati     | tévéfilm     |
| 1995      |                                    | Almost Golden: The Jessica Savitch Story | Jessica Savitch      |                  | tévéfilm     |
| 1997      | Frasier – A dumagép                | Frasier                                  | Kelly Easterbrook    |                  | 1 epizód     |
| 1997      | Az igaz bátorság – Két nő          | Stories of Courage: Two Women            | Marie-Rose Gineste   |                  | tévéfilm     |
| 1999      |                                    | The New Batman Adventures                | Page Monroe (hangja) |                  | 1 epizód     |
| 1999–2002 | Még egyszer és újra                | Once and Again                           | Lily Manning         |                  | 63 epizód    |
| 2000      | Kisvárosi hullócsillag             | Catch a Falling Star                     | Sydney Clark         | Juhász Judit     | tévéfilm     |
| 2004      | Gyilkos háromszög                  | Suburban Madness                         | Bobbi Bacha          |                  | tévéfilm     |
| 2005–06   | Doktor House                       | House                                    | Stacy Warner         | Kocsis Mariann   | 10 epizód    |
| 2010–2013 | CSI: New York-i helyszínelők       | CSI: NY                                  | Jo Danville          | Kovács Nóra      | 57 epizód    |
| 2016–2017 |                                    | Graves                                   | Margaret Graves      |                  | 20 epizód    |
| 2018      | Westworld                          | Westworld                                | Juliet               |                  | 1 epizód     |
| 2018–2019 | FBI – New York különleges ügynökei | FBI                                      | Dana Mosier          | Kovács Nóra      | 21 epizód    |

## Fordítás
- Ez a szócikk részben vagy egészben  a   Sela Ward című angol Wikipédia-szócikk ezen változatának fordításán alapul.  Az eredeti cikk szerkesztőit annak laptörténete sorolja fel. Ez a jelzés csupán a megfogalmazás eredetét és a szerzői jogokat jelzi, nem szolgál a cikkben szereplő információk forrásmegjelöléseként.